# Otopharynx
Otopharynx (Gr.: „otos“ = Ohr; + „pharynx“ = Schlund, Rachen) ist eine Buntbarsch-Gattung, die endemisch im Malawisee, im oberen Shire und im Malombesee in Ostafrika vorkommt.

## Merkmale
Otopharynx-Arten werden 10 bis 25 cm lang und ist eine relativ unspezialisierte Gattung, die nur durch das sogenannte Drei-Flecken-Muster definiert wird. Ein dunkler Fleck liegt auf der Körperseite oberhalb der Brustflosse unter dem vorderen, oben liegenden Teil der Seitenlinie, ein zweiter, meist etwas kleinerer Fleck liegt über der Afterflosse etwa zwischen beiden Teilen der Seitenlinie und der dritte und kleinste Fleck auf dem Schwanzflossenstiel. Ein ähnliches Drei-Flecken-Muster kommt allerdings auch bei der Gattung Stigmatochromis vor, die ebenfalls im Malawisee endemisch ist. Otopharynx-Arten können von bläulicher, bläulicher-gelber oder beiger Farbe sein.

## Fortpflanzung

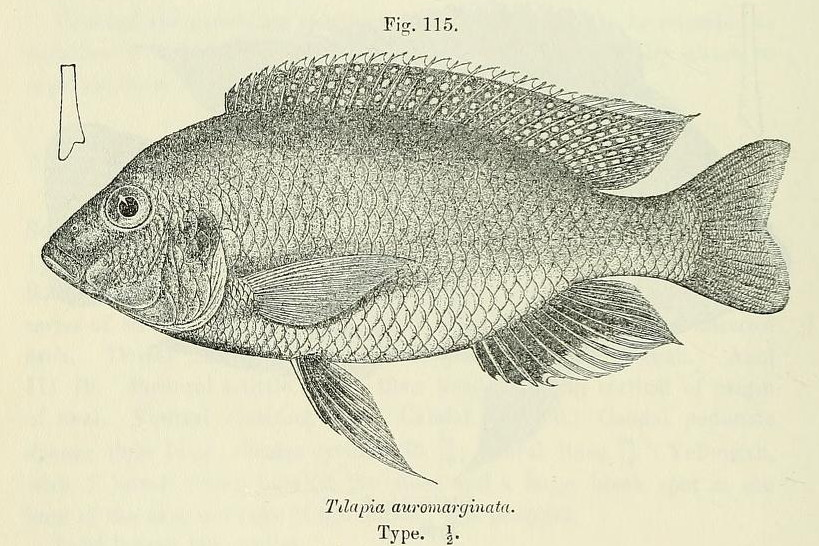
Otopharynx auromarginatus, die Typusart der Gattung

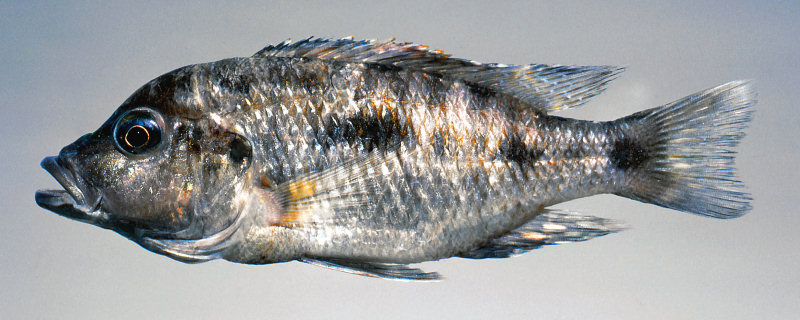
Otopharynx brooksi

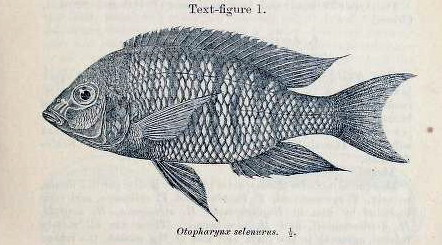
Otopharynx selenurus

Wie fast alle Buntbarsche des Malawisees sind die Otopharynx-Arten agame Maulbrüter, d. h. nur ein Geschlecht, in diesem Fall das Weibchen, übernimmt die Maulbrutpflege. Männchen sind revierbildend und beanspruchen ein mehrere Quadratmeter großes Territorium.

## Arten
Es gibt 20 beschriebene Arten:
- Otopharynx aletes Oliver, 2018[1]
- Otopharynx alpha Oliver, 2018[1]
- Otopharynx antron Cleaver, Konings & Stauffer, 2009
- Otopharynx argyrosoma (Regan, 1922)
- Otopharynx auromarginatus  (Boulenger, 1908)
- Otopharynx brooksi Oliver, 1989
- Otopharynx decorus (Trewavas, 1935)
- Otopharynx heterodon (Trewavas, 1935)
- Otopharynx lithobates Oliver, 1989
- Otopharynx mumboensis Oliver, 2018[1]
- Otopharynx ovatus  (Trewavas, 1935)
- Otopharynx pachycheilus  Arnegard & Snoeks, 2001
- Otopharynx panniculus Oliver, 2018[1]
- Otopharynx peridodeka Oliver, 2018[1]
- Otopharynx selenurus Regan, 1922
- Otopharynx speciosus (Trewavas, 1935)
- Otopharynx spelaeotes Cleaver, Konings & Stauffer, 2009
- Otopharynx styrax Oliver, 2018[1]
- Otopharynx tetraspilus (Trewavas, 1935)
- Otopharynx tetrastigma (Günther, 1894)
- Otopharynx walteri Konings, 1990